# Chris Wyles
Chris Wyles (13. září 1983, Stamford) je bývalý americký ragbista, který hrál jako křídlo a zadák. Za USA odehrál 54 zápasů a připsal si 222 bodů. V sezónách 2007/2008 a 2008/2009 byl kapitánem sedmičkové reprezentace. Byl součástí olympijského ragbyového týmu na LOH 2016. Na MS 2015 byl kapitánem patnáctkové reprezentace. Je považován za jednoho z nejlepších amerických ragbistů historie.
Celou klubovou kariéru strávil v Anglii. Začal v klubu Nottingham (2004 – 2006), sezónu 2006/2007 odehrál jako hráč Northamptonu Saints a zbytek kariéry strávil v Saracens (2008 – 2018). S tímto klubem vyhrál pětkrát anglickou nejvyšší soutěž (2011, 2015, 2016, 2018, 2019) a dvakrát Evropský pohár mistrů v letech 2016 a 2017. V roce 2019 byl jmenován do nejlepší sestavy nejvyšší anglické ligy desetiletí.
Po konci kariéry začal vyrábět svůj druh piva se svým spoluhráčem se Saracens Alistairem Hargreavesem.